# Timbro (musica)
Il timbro è quella particolare qualità del suono che permette di distinguere due suoni con uguale frequenza o altezza. Il timbro rappresenta quell'attributo della sensazione uditiva che consente all'ascoltatore di identificare la fonte sonora, rendendola distinguibile. Il timbro, dunque, è la qualità di un suono.
Si può dire, con linguaggio non tecnico, che il timbro è il particolare profilo o carattere distintivo di un suono emesso da una voce o strumento musicale: una chitarra elettrica e un oboe emettono la medesima nota (stessa altezza, ossia frequenza) con timbri inconfondibilmente diversi e peculiari, e così avviene per le voci umane o i versi animali.
Il timbro, che spesso è indicato fra i parametri del suono insieme all'altezza, all'intensità e alla lunghezza, suggerisce numerose analogie con il colore per quanto riguarda la percezione visiva; non a caso esso viene designato come "colore del suono" tanto in inglese (tone-color) quanto in tedesco (Klangfarbe).
Mentre le altezze sonore, le durate e le intensità possono essere "quantificate" e ordinate lungo una scala perché grandezze fisiche oggettive e misurabili rispettivamente con frequenzimetri, cronometri e fonometri in modo tale da essere definite in base a un'unica dimensione, ciò non può essere realizzato per il timbro che è una grandezza multidimensionale con implicazioni anche psicoacustiche che lo rendono conseguentemente una grandezza soggettiva e non oggettiva come l'intensità , la durata e la frequenza
Il timbro è determinato dallo spettro armonico (dato dalle sempre differenti distribuzioni di energia delle armoniche) in particolare dallo spettro di fase e di ampiezza della serie delle armoniche e dal profilo dinamico (transitori d'attacco, transitori d'estinzione, sustain e rilascio - vedi ADSR). Le armoniche di un suono musicale fondamentale, detto anche primo armonico, sono frequenze che si sviluppano insieme al fondamentale con una legge fisica ben precisa secondo cui le loro  frequenze in successione sono in progressione aritmetica. Se F1 è la frequenza del fondamentale che le genera, il loro valore espresso in Hz risulta essere :  2F1   3F1   4F1   5F1 .....nF1. Questa legge fisica viene rispettata e verificata in quasi tutti gli strumenti musicali e nella voce umana con i loro suoni complessi dotati appunto di armonici. Fanno eccezione alcuni strumenti musicali tra cui il pianoforte che a partire già dal quarto/quinto armonico presenta fenomeni evidenri e verificabili, all'esame spettroscopico, di inarmonicità. Il timbro è quindi una grandezza fisica soggettiva proprio per i motivi sopraesposti. Si è recentemente dimostrato che altro elemento identificativo del timbro sono i suoni di combinazione determinati dalle interrelazioni dei suoni armonici e ciò rende ancora più complessa una rigorosa definizione scientifica di Timbro.

## Storia
Nella classica, basata sulla teoria del suono di Austin, il timbro viene determinato sulla base della sola composizione spettrale del suono, ossia in base alla distribuzione dell'aria delle diverse componenti di frequenza che compongono il suono. In questa concezione vi è una netta associazione fra spettro del suono e timbro, ma studi più recenti hanno dimostrato che i suoni prodotti da strumenti musicali tradizionali sono caratterizzati da andamenti spettrali che variano nel tempo, così che per dare una rappresentazione fedele del suono risulta necessario determinare le variazioni dello spettro nel tempo.
Ciò ha spinto a considerare il timbro come indipendente sia dalla distribuzione dell'energia nello spettro di frequenza, sia da fattori temporali, da ciò deriva che per tracciare una rappresentazione intuitiva del suono fisico può risultare utile impiegare un grafico tridimensionale (ampiezza, frequenza, tempo) in cui il timbro risulta individuato mediante una complessa superficie definita in questo spazio. Questo tipo di rappresentazione può essere avvicinata, in prima approssimazione, al tipo di analisi condotta dal nostro sistema percettivo.
La "caratterizzazione" timbrica non è in relazione alla materia e alla costituzione della sorgente sonora; acusticamente è indipendente dalla forma delle vibrazioni e non è collegata con il fenomeno dei suoni disarmonici.

## Timbro della voce
Il timbro della voce, che identifica ogni persona come un'impronta digitale, non possiede alcun corrispettivo fisico nell'onda di acqua, come il volume con l'intensità o l'altezza con la frequenza, ma dipende ugualmente da certe sue caratteristiche. È la qualità che corrisponde al colore della musica.
Si può descrivere usando moltissimi aggettivi: dolce, secco, aspro, squillante, esile...
Il corpo umano può essere paragonato a un risuonatore, ogni cavità od organo molle, situati nelle vicinanze dell'apparato digerente, interferiscono nella fonazione dei suoni linguistici, modificandone ampiezze delle armoniche e lasciando inalterata la frequenza non importante, in tal modo ognuno, essendo uguale a qualsiasi altra persona, caratterizza in modo non unico la gola con il proprio timbro.
Il timbro quindi è la caratteristica del suono che ci permette di stabilire a livello psicologico quale strumento musicale o sorgente sonora in genere ha prodotto quel rumore.

## Teoria formantica del timbro
Secondo la Teoria formantica del timbro il timbro dipende in modo prevalente dalle zone formanti, ovvero le zone dello spettro sonoro con frequenza di maggiore ampiezza dovuti a fenomeni di risonanza, e dalla larghezza della fascia di frequenza abbracciata da ciascuna di esse.